# 积极心态
積極心態（英語：Positive mental attitude，縮寫：PMA）是美國作家拿破崙·希爾於1937年在《思考致富》一書中首次提出的概念。該書實際上從未使用過這個術語，但討論了積極思維作為成功因素的重要性。希爾後來與聯合保險創始人W·克萊門特·史東一起撰寫了《通過積極的心態獲得成功》（Success Through a Positive Mental Attitude）一書，他將積極的心態定義為由信念、正直、希望、樂觀、 勇氣、主動、慷慨、寬容、機敏、善良和良好的常識等詞語所代表的「加」的特徵。
積極心態是一種哲學，它主張在生活中的任何情況下保持樂觀的態度，從而吸引積極的變化，增加成就感。無論在什麼情況下，信徒都會採取一種不斷尋求、發現和執行獲勝方法或找到理想結果的心態。這種觀念與消極、失敗主義和絕望相反。樂觀和希望對積極心態的發展至關重要。
積極心態是一種從微小的快樂中尋找更大快樂的哲學，是一種毫不猶豫、毫不保留地生活的哲學，是我們最珍惜、最崇敬、最高的個人美德和價值觀。

## 心理學
積極心態屬於正面心理學的範疇。在正面心理學中，高自我效能感有助於獲得習得樂觀，最終形成積極心態。積極心態被認為是影響外在因素的內部控制焦點。研究表明，透過情緒商數培訓和正面心理學治療，可以改變一個人的態度和觀念，從而改善個人和職業生活。

## 體育
一項對美國職棒大聯盟球員的研究表明，大聯盟球員區別於小聯盟和所有其他級別球員的關鍵因素是他們發展心理特徵和心理技能的能力。其中包括心理韌性、自信、保持積極心態、應對失敗、期望和積極的自我對話。

## 健康
在美國和類似文化中，善意的朋友經常鼓勵疾病患者保持積極心態。然而，雖然積極心態會帶來一些直接的好處，也會讓其他人感到更舒服，但它並不會帶來更大的治癒機會或更長的存活時間。
一項針對愛滋病毒呈陽性者的研究發現，較高的健康自我效能感、以任務為導向的應對方式和積極心態是促進健康的生活方式的有力預測因素，而這種生活方式對整體健康（因應和存活）有顯著影響。